# Jon Field
Jon Frederick Field (Harrow 5 juli 1940) is een Brits multi-instrumentalist voornamelijk bekend van Jade Warrior.
Field groeide op met de films uit de jaren '50 waaronder een aantal Hollywoodfims met Afrikaanse thema’s en muziek. In zijn twens leerde hij Tony Duhig kennen als medeberijder van vorkheftrucks in een fabriek. Duhig kon zeer beperkt gitaar spelen, maar de ze konden muzikaal goed met elkaar overweg. Field met zijn congas vanuit de jazzmuziek, Duhig meer van de rockmuziek. Samen schaften ze eerst wat opname-apparatuur aan en vervolgens breidden ze hun instrumentatie uit.  Samen gaan ze ook concerten bezoeken, waarbij Alexis Korner en een toen nog matig spelende Rolling Stones voorbeelden werden. Hun eerste bandje was een feit The Second Thoughts. Duhig vertrok voor zijn muziek naar Perzië en ontmoette daar Glyn Havard. Field werd ondertussen gevraagd balletmuziek te schrijven; het kreeg de titel Jade Warrior mee. Jade Warrior is term gebruikt voor samoeraikrijgers, die zich verdiepen in poëzie maar tegelijkertijd harde vechters waren.
The Second Thoughts hield op te bestaan en smolt samen met The Tomcats, die samen met de lateren muziekproducent Tom Newman enige successen had, met name in Spanje. The Tomcats wijzigden hun naam bij terugkomst in July en mocht een studioalbum opnemen. Duhig speelde echter ook in Unit 4 + 2. In 1970 kwam dan de muziekgroep Jade Warrior tot stand met Duhig en Havard, die tevens vriend Alla Price (drums) meenam. Jade Warrior kreeg een platencontract bij Vertigo Records en ze nam vijf albums op, waarbij de laatste twee niet meer de goedkeuring van Vertigo kregen, ze belandden op de plank.De band smolt samen met Assagai tot Simba, dat slechts een tweetal nummers opnam. Jade Warrior kwam stil te liggen totdat fan van het eerste uur Steve Winwood ze kan onderbrengen bij Island Records. Er werd een contract afgesloten voor drie albums (het werden er vier). Na dat contract is de muziekwereld onder invloed van de punkmuziek geheel veranderd en de muziek van Jade Warrior viel daar niet goed in. Tevens werd Duhig ziek en ging Field scheiden waardoor de band uiteindelijk tot stilstand kwam.
Duhig kreeg het idee om zelf een geluidsstudio te beginnen, maar uiteindelijk kwam het daar niet van. Om geld binnen te krijgen verschenen twee albums, die niet tot het hoogtepunt van de band konden worden gerekend (Horizen en At peace). Ondertussen schreef Field nog steeds filmmuziek, doch belangstelling daarvoor was er niet.  In 1990 overleed zijn muzikale maatje Tony Duhig, maar ontmoette hij gitarist David Sturt, die gewerkt had met David Gilmour. Met Sturt en Colin Henson startte Field een nieuwe versie van Jade Warrior op. De muziek neigde toen meer richting new age. Albums kwamen maar mondjesmaat. Later voegde zich lid van het eerste uur Glyn Havard zich weer bij Jade Warrior.

## Discografie
- zie The Tomcats
- zie July
- zie Jade Warrior
- zie Simba

## Jo(h)n Field
Jon Field is ook de naam van een Amerikaans autocoureur. Een andere Jon Field is tekenaar van oude vliegtuigen (denk daarbij aan Tweede Wereldoorlog). John Field was Iers componist.